# Zosîmivka, Iemilciîne
Zosîmivka (în ucraineană Зосимівка) este un sat în comuna Serbî din raionul Iemilciîne, regiunea Jîtomîr, Ucraina.

## Demografie
Componența lingvistică a localității Zosîmivka
     Ucraineană (100%)
Conform recensământului din 2001, toată populația localității Zosîmivka era vorbitoare de ucraineană (100%).